# خوسه لوئیس مانگیا
خوسه لوئیس مانگیا (اسپانیایی: José Luis Munguía‎; ۲۸ اکتبر ۱۹۵۹ – ۲۴ مارس ۱۹۸۵) بازیکن فوتبال اهل السالوادور بود.
از باشگاه‌هایی که در آن بازی کرده‌است می‌توان به باشگاه فوتبال فاس اشاره کرد.
وی همچنین در تیم ملی فوتبال السالوادور بازی کرده‌است.